# 第八章：救贖
〈第八章：救贖〉（英語：Chapter 8: Redemption）是美國太空歌劇網路電視劇《曼達洛人》第一季的第八集，也是該季的最終集，本集由節目統籌強·法夫洛編劇，塔伊加·維迪提執導，於2019年12月27日在Disney+上線。佩德羅·帕斯卡領銜出演男主角曼達洛人，他是一名孤獨的槍手和賞金獵人，帶著孩子躲避銀河帝國殘餘勢力的追捕。本集獲得第72屆黃金時段艾美獎的三項提名。

## 劇情
曼達洛人、卡拉·鄧恩和格里夫·卡加被星區長吉迪恩率兵圍困。曼達洛人發現室內有一個通往下水道的窗口，進而可以向曼達洛族人求援，但是他們打不開窗口護欄。吉迪恩限他們天黑之前投降，不然將消滅他們。曼達洛人認出吉迪恩是當年銀河帝國的秘密情報部門安全局的特工，曾參與消滅他的族人的行動。IG-11從兩名帝國偵查兵手中奪回孩子，駕駛飛行摩托突破帝國風暴兵的封鎖，前來援救曼達洛人、鄧恩和卡加。曼達洛人接應IG-11時被吉迪恩擊傷，鄧恩將他搶救回室內，孩子使用原力擊退使用火焰噴射器的風暴兵。曼達洛人勸說鄧恩帶著孩子從下水道前去尋求曼達洛族人的幫助，IG-11則脫下曼達洛人的頭盔，幫他治愈頭部創傷。
曼達洛人傷愈之後，趕上鄧恩，他們發現曼達洛族人已經被帝國勢力擊敗，少數逃亡其他星球，只有軍械員留守此處。曼達洛人告訴軍械員，孩子曾救過自己的性命，軍械員表示這個孩子擁有的能力類似於曼達洛族遠古的敵人絕地組織。但是她要求曼達洛人遵守信條，幫助孩子找到同類，並送給曼達洛人一副飛行器。軍械員留下抵擋風暴兵，曼達洛人及同伴通過地下熔巖河逃走。IG-11犧牲自己，消滅了圍堵在出口附近的風暴兵。吉迪恩駕駛鈦戰機轟炸曼達洛人，曼達洛人啟用飛行器爬上吉迪恩的戰鬥機，將其炸毀。吉迪恩使用暗劍劈開墜落的戰鬥機，得以生還。曼達洛人帶著孩子離開，鄧恩和卡加留在尼瓦羅星球。

## 製作

### 開發
本集由節目統籌強·法夫洛編劇，塔伊加·維迪提執導。

### 選角
2018年12月，詹卡洛·埃斯波西托和卡爾·韋瑟斯加入主演陣容，分別出演星區長吉迪恩和格里夫·卡加。同月，艾蜜莉·史瓦洛確定出演軍械員。吉娜·卡拉諾與塔伊加·維迪提參與演出。
傑森·蘇戴西斯和亞當·帕利客串出演兩名駕駛飛行摩托的帝國偵查兵。艾丹·貝托拉（Aidan Bertola）出演幼年丁·賈林，亞歷山德拉·瑪娜（Alexandra Manea）出演丁·賈林的母親，伯納德·布倫（Bernard Bullen）出演丁·賈林的父親，布倫丹·韋恩（Brendan Wayne）出演曼達洛族戰士，韋恩和拉夫·克羅德是佩德羅·帕斯卡的特技替身演員。孩子的動作由多名傀儡师完成。

### 音樂
| 評論得分 | 評論得分 |
| 來源     | 評分     |
| -------- | -------- |
| Allmusic | [ 13 ]   |

《曼達洛人》的音樂原聲帶由魯德溫·葛瑞森作曲，每集相應的音樂原聲帶數字版於播出當日在亞馬遜和iTunes上發行。
| 曲序     | 曲目                        | 时长  |
| -------- | --------------------------- | ----- |
| 1.       | Check Point                 | 1:21  |
| 2.       | Nurse Droid                 | 1:08  |
| 3.       | The Ewebb                   | 4:06  |
| 4.       | A Thousand Tears            | 4:06  |
| 5.       | Nurse and Protect           | 3:59  |
| 6.       | A Warrior's Death           | 3:07  |
| 7.       | What Remains in the Tunnels | 3:10  |
| 8.       | Clan of Two                 | 3:32  |
| 9.       | Sacrifice                   | 3:29  |
| 10.      | Mando Flies                 | 2:04  |
| 11.      | The Baby                    | 3:20  |
| 总时长： | 总时长：                    | 33:22 |

## 迴響
〈第八章：救贖〉得到整體好評。在影視匯總媒體點評網站爛番茄上，本集獲得100%的新鮮度，8.52/10分（27位劇評人）。該網站對本集的關鍵共識寫道：「《曼達洛人》第一季以瘋狂的動作戲收尾，令人期待即將來臨的新冒險」。網站的編輯泰勒·赫斯科（Tyler Hersko）給出正面評價，認為本集充滿英雄主義、犧牲和幽默等興奮點。《滾石》雜誌編輯艾倫·塞賓沃爾（Alan Sepinwall）期待盡快看到孩子再次施展原力。多家媒體報道稱，影迷紛紛對傑森·蘇戴西斯飾演的帝國偵查兵拳打尤達寶寶的這一幕感到不滿。
本集獲得第72屆黃金時段艾美獎的三項提名，分別為黃金時段艾美獎最佳電視劇編曲、黃金時段艾美獎最佳戲劇類影集男客串演員和黃金時段艾美獎最佳配音演出。

## 備註
1. ↑  星區長吉迪恩的飾演者詹卡洛·埃斯波西托和盧卡斯影業的星際大戰官方網站均將劇中吉迪恩使用的武器稱為暗劍[1][2]，暗劍是一名曼達洛人所鑄造的特殊光劍，曾出現於動畫《星際大戰：反抗軍起義》中[2][3][4]。

## 資料來源
1. ↑  Lash, Jolie. . IGN (Ziff Davis). 2020-01-17  [2020-01-21]. （原始内容存档于2020-01-21）.
2. 1 2  Knox, Kelly. . StarWars.com (Lucasfilm). 2020-02-11  [2020-02-18]. （原始内容存档于2020-02-21）.
3. ↑  Dockterman, Eliana. . 時代雜誌 (Time Inc.). 2019-12-28  [2020-01-11]. （原始内容存档于2020-01-05）.
4. ↑  Breznican, Anthony. . Vanity Fair (Condé Nast). 2019-12-27  [2020-01-11]. （原始内容存档于2020-01-11）.
5. ↑  Tyler, Jacob. . Geeks WorldWide. 2019-10-18  [2019-12-28]. （原始内容存档于2019-10-23）.
6. ↑  Boucher, Geoff. . Deadline Hollywood. Penske Media Corporation. 2018-12-12  [2018-12-12]. （原始内容存档于2019-10-24）.
7. ↑  Boucher, Geoff. . Deadline Hollywood. Penske Media Corporation. 2018-12-12  [2019-12-03]. （原始内容存档于2019-10-24）.
8. ↑  Kit, Borys. . The Hollywood Reporter. 2018-11-14  [2018-11-14]. （原始内容存档于2018-11-15）.
9. ↑  Breznican, Anthony. . Entertainment Weekly. Meredith Corporation. 2019-04-14  [2019-04-15]. （原始内容存档于2019-04-14）.
10. ↑  DeVault, Ryan. . Monsters and Critics. 2019-12-27  [2019-12-28]. （原始内容存档于2019-12-27）.
11. ↑  Miller, Liz Shannon. . Vulture. 2019-12-09  [2019-12-09]. （原始内容存档于2019-12-09）.
12. ↑  Spencer, Samuel. . newsweek.com. 2019-12-02  [2020-06-28]. （原始内容存档于2019-12-08）.
13. ↑  The Mandalorian: Chapter 8 [Original Score]在Allmusic上的頁面. [2020-09-04].
14. ↑  . Apple Music. Apple Inc. 2019-12-13  [2019-12-28]. （原始内容存档于2019-12-27）.
15. ↑  . Rotten Tomatoes. Fandango.   [2020-05-05]. （原始内容存档于2021-02-05）.
16. ↑  Hersko, Tyler. . IndieWire. Penske Media Corporation. 2019-12-18  [2019-12-28]. （原始内容存档于2021-01-28）.
17. ↑  Sepinwall, Alan. . Rolling Stone. Penske Media Corporation. 2019-12-19  [2019-12-28]. （原始内容存档于2021-04-22）.
18. ↑  . 時代雜誌 (Time Inc.).   [2020-01-05]. （原始内容存档于2020-01-05）.
19. ↑  Hahn, Jason Duaine. . 人物.com (Meredith Corporation).   [2020-01-05]. （原始内容存档于2020-10-31）.
20. ↑  Cooper, Gael Fashingbauer. . CNET (CBS Interactive).   [2020-01-05]. （原始内容存档于2020-09-17）.
21. ↑  . Emmys. 2020-07-28  [2020-07-28]. （原始内容存档于2020-11-05）.

## 外部連結
- 官方网站
- 互联网电影数据库（IMDb）上《第八章：救贖》的资料（英文）
- Wookieepedia上的相关条目：〈第八章：救贖〉